# Бразильский институт географии и статистики
Брази́льский институ́т геогра́фии и стати́стики (порт. Instituto Brasileiro de Geografia e Estatística), сокращённо IBGE — организация, созданная в 1934 году для официального сбора статистической информации Бразилии.
IBGE — это государственный институт, созданный в 1936 году под названием Национальный институт статистики. Его основателем и главным сторонником был статистик Мариу Аугусту Тейшейра де Фрейтас. Нынешнее название датируется 1938 годом. Штаб-квартира находится в Рио-де-Жанейро, а его нынешним президентом является Сусана Кордейро Герра.